# 名古屋学芸大学短期大学部
名古屋学芸大学短期大学部（なごやがくげいだいがくたんきだいがくぶ、英語: Nagoya University of Arts and Sciences Junior College）は、愛知県日進市岩崎町竹ノ山57に本部を置いていた日本の私立大学である。1963年に設置され、2017年に廃止された。大学の略称は学芸短。
すみれ洋裁学院を母体として、すみれ女子短期大学として開学し、1977年に愛知女子短期大学に改称。その後も学科を増設し、最大で4学科10専攻、1学年約1,500人と大規模な大学となった。2002年に運営主体の学校法人中西学園により名古屋学芸大学が開学すると、2004年、その短期大学部に再編され、現代総合学科の1学科体制となった。女子短期大学であり、グローバル教育に力を入れているとしていた。同じ学校法人の運営する名古屋学芸大学や名古屋外国語大学と同じキャンパス内にあり、短期大学卒業後、これらの大学へ編入学する学生も多い。伝統的イベントとしてファッションショーが行われていた。

## 沿革
- 1945年 すみれ洋裁学院が創設される。
- 1963年 すみれ女子短期大学として開学。所在地は名古屋市中区。
  - 服装科
- 1964年 家政科増設。
- 1966年 専攻科家政学専攻が設置される。
- 1967年 学科の専攻分離が行なわれる。
  - 服装科
    - 服装専攻
    - 生活デザイン専攻
- 1969年 学科及び専攻名を変更。
  - 服装科→服飾学科
    - 服装専攻→服飾学専攻

  - 家政科→家政学科
    - 家政専攻→家政学専攻：後に生活科学専攻と改称。
    - 食物栄養専攻→のちに食物栄養学専攻と改称。
- 1977年 愛知女子短期大学（あいちじょしたんきだいがく 英称:Aichi Women's Junior College）と改称。
- 1983年 学科の増設が行なわれる。
  - 人文学科
    - 国語国文学専攻
    - 英語英文学専攻
    - 文化史専攻

  - 経営学科
    - 経営専攻
    - 情報専攻
    - 秘書専攻
- 2000年 人文学科を言語コミュニケーション学科に改称。それにともない、日本語日本文学専攻を日本語専攻に改称。
- 2002年 大学開学により学科数と定員人数が削減される。
- 2004年 名古屋学芸大学短期大学部と改称。
- 2015年 学生募集停止。
- 2017年 3月31日をもって短期大学部が閉校並びに名古屋学芸大学に統合。

## 基礎データ

### 所在地
- 本部キャンパス（愛知県日進市岩崎町竹ノ山57）

### 交通アクセス
- 名古屋市営地下鉄東山線/上社駅から大学専用スクールバス
- 名古屋市営地下鉄鶴舞線・名鉄豊田線/赤池駅から大学専用スクールバス
- リニモ/長久手古戦場駅から名鉄シャトルバス

## 教育および研究

### 組織

#### 学科
現代総合学科のみの単科体制となっていた。学生の将来や目的、興味や関心に応じて以下にあげる各系及びモデルから科目を自由に選択する制度となっている。
- 健康科学
  - メディカル秘書：メディカル秘書士やメディカルクラークを目指すのに必要な科目を学ぶ。ほか、医療機関での｢学外実習｣もある。
  - 養護教諭：｢看護学｣・｢学校保健実習｣・｢養護概説｣・｢精神保健｣・｢臨床実習｣・｢養護実習｣などの科目を学ぶ。
- 英語コミュニケーション
  - 英語コミュニケーション：コミュニケーションとしての英語を学び、豊かな国際感覚を身につけるねらいがある。オーストラリアでの｢海外異文化体験｣・｢編入学対策英語演習｣等の科目もある。
  - 英語留学：実用英語を身につけるためニュージーランドでの留学プログラムがある。
- ITビジネス
  - ビジネス実務：オフィスワーカーやイベントプランナーを目指すのにふさわしいとされる諸科目が用意されている。
  - Webビジネス：｢Webデザイン｣・｢パソコンコミュニケーション｣・｢ビジネス法｣などホームページクリエイターやWebショップオーナーを目指すのにふさわしいとされる諸科目が用意されている。
- 生活科学
  - 生活科学：｢被服学｣・｢調理学実験｣・｢食生活｣・｢生活環境｣・｢福祉住環境コーディネート｣などの科目がある。
  - ファッション造形：｢アパレルデザイン｣・｢スタイリスト実習｣・｢ドレーピング｣・｢ファッション商品論｣などの科目を学ぶ。
  - デザイン：｢デザイン論｣・｢漫画・キャラクターデザイン｣・｢ユニバーサルデザイン｣などの科目がある。

##### 過去の学科体制
- 言語コミュニケーション学科
  - 英米語専攻
  - 日本語専攻
  - 文化史専攻
- 生活科学科
  - 生活科学専攻
    - 生活科学コース
    - 養護教諭コース

  - 食物栄養学専攻
- 生活造形学科
  - 生活デザイン専攻
  - 服飾造形専攻
- 経営学科
  - 経営情報専攻
  - 経営専攻
  - 情報専攻
  - 秘書専攻

#### 専攻科
かつて家政学専攻が設けられていた。

#### 別科
なし

##### 取得資格について
現在は、養護教諭二種免許状が現代総合学科にて取得できるのみとなっている。過去には以下の教職免許および資格が取得できるようになっていた。
- 過去には中学校教諭二種免許状の教職課程も設けられていた。
  - 国語：言語コミュニケーション学科日本語専攻にて設置されていた。
  - 英語：言語コミュニケーション学科英米語専攻にて設置されていた。
  - 家庭：生活科学科生活科学専攻にて設置されていた。
  - 美術：生活造形学科生活デザイン専攻にて設置されていた。
- 生活科学科食物栄養専攻では、栄養士資格が取得できるカリキュラムとなっていた。

## 学生生活

### 部活動・クラブ活動・サークル活動
- 名古屋学芸大学短期大学部のクラブ活動には、旧来の愛知女子短期大学から行なわれてきたものを含めると以下のものがある。
  - 体育系：ダンス・弓道・ワンダーフォーゲル・バドミントン・ゴルフ・合気道・バレーボール・ソフトボール・テニス・バスケットボールほか
  - 文化系：華道・文芸・茶道・書道・漫画研究・写真・コンピューター・E・S・Sほか

### 学園祭
- 名古屋学芸大学短期大学部の学園祭は大学と合同で行われている。

## 施設

### キャンパス
ほぼ全てのキャンパスが大学と共同で使用されていた。

## 対外関係

### 他大学との協定

#### アメリカ
- グランドキャニオン大学
- チエル大学
- カーソンニューマン大学

#### イギリス
- ノーサンブリア大学
- バーススパ大学

#### ニュージーランド
- ワイカト大学

#### カナダ
- カモーソン大学

#### オーストラリア
- オーストラリアンカソリック大学
- グリフィス大学

### 系列校
- 名古屋外国語大学
- 名古屋学芸大学

## 就職について
- 言語コミュニケーション学科
  - 英米語専攻：日本航空・日本航空インターナショナル・名古屋銀行・ソフトバンクモバイル・名鉄百貨店・遠州鉄道・オムロン・キユーピー・シャディ・ハウス食品ほか一般企業への就職者が多いものとなっていた。
  - 日本語専攻：ジェイティービー・ミリオンカード・デンソー・愛知銀行・りそな銀行・三井住友銀行・三菱UFJ銀行・みずほ銀行・岡崎信用金庫・松坂屋・三越・名鉄百貨店・ジェイアール名古屋タカシマヤ・ジャスコ・ワコール・SMC・アイシン・カネボウ化粧品・ユーハイム・西三河ニューテレビ放送などの一般企業ほか滋賀県警察彦根警察署への就職者もいる。
- 生活科学科
  - 生活科学専攻
    - 生活科学コース：INAX・SSK・キユーピー・東レ・マルアイ・ライオン・オリエントコーポレーション・ダイヘン・ダンロップ・ブリヂストンなど一般企業への就職者が多かったとされる。
    - 養護教諭コース：在学中に取得した免許等を活かして愛知県・静岡県・岐阜県・三重県等の各養護教諭として勤務する人、はまなこ病院・名古屋記念病院・社会保険中京病院等の医療機関や各種老人保健施設ほか多数。大和證券・ニデック等一般企業への就職者もいる。

  - 食物栄養学専攻：資格を活かした職としては丸越・パスコ・アサヒビール・カゴメ・シノブフーズ・フジパン・一冨士フードサービス・メーキュー・魚国総本社・雪印乳業などの食品関連企業ほかホーユー・モリリン等専門職外に就く人もいた。
- 生活造形学科
  - 生活デザイン専攻：ホームペイント・竹中工務店・カシオ計算機・サンメッセ・キヤノン・花王化粧品販売・トヨタ自動車・ジェイティービー・豊田信用金庫・三菱UFJ証券・ソフトバンクテレコム・日本電信電話・名古屋空港など一般企業ほか岐阜県蘇南中学校美術科教諭等に就く人もみられている。
  - 服飾造形専攻：オンワード樫山・レリアン・スズキ・マックスファクター・櫻屋商事・オリンパス・パナホーム・ジャヴァグループ・イトキンほか一般企業への就職者が多いものとなっていた。
- 経営学科
  - 経営情報専攻（経営専攻・情報専攻含む）：十六銀行・静岡銀行・日本興業銀行・オリバー・サンクス・ヤマザキマザック・トヨタコミュニケーションシステム（現：トヨタシステムズ）・ダイダン・メニコンほか一般企業への就職者が多かった。
  - 秘書専攻：遠鉄百貨店・岡崎信用金庫・ジャックス・名古屋都ホテル・ブラザー工業・トヨタ紡織・トーハンほか一般企業への就職者が多いものとなっていた。
- 現代総合学科：ワールドストアパートナーズ・矢崎総業・東海クラリオン・SRIスポーツ・日本精工・エイデン・ゼブラ・ミズノ・メニコン・ユーハイム・日東工業・百五銀行・つばめ交通・トヨタホーム・淺沼組・名鉄グランドホテル・名港海運・遠州鉄道・トーシン・東ソー物流・岡崎信用金庫・瀬戸信用金庫・日本特殊窯業など一般企業ほか医療機関や養護教諭など就職先は多岐にわたる。